# Corazon Aquino
Corazon Aquino (Paniqui, 25 januari 1933 - Makati, 1 augustus 2009) was van 1986 tot 1992 de elfde president van de Filipijnen.
Aquino kwam aan de macht toen Ferdinand Marcos, die het land jarenlang op dictatoriale wijze regeerde, moest vluchten na een massale geweldloze volksopstand. Bij deze opstand kwamen een deel van het leger en honderdduizenden burgers in opstand naar aanleiding van de zeer omstreden verkiezingsuitslag van 1986. Aquino, wier echtgenoot Benigno Aquino jr. in 1983 werd vermoord bij terugkeer uit ballingschap, was bij deze verkiezingen de belangrijkste kandidaat van de oppositie geweest. Corazon Aquino was de eerste vrouwelijke president in de geschiedenis van de Filipijnen en zou haar termijn, ondanks diverse couppogingen, weten uit te zitten. In het buitenland werd Aquino veelvuldig geprezen voor het herstel van de democratie in de Filipijnen. Veel Filipino's raakten echter gedurende haar termijn teleurgesteld toen de hoge verwachtingen niet werden waargemaakt. Ze werd in 1992 opgevolgd door minister van Defensie Fidel Ramos, een van de hoofdrolspelers bij de EDSA-revolutie en een belangrijke steunpilaar van de regering.
Na haar presidentschap trok ze zich terug uit de politiek, maar toonde zich op diverse momenten nog wel politiek betrokken. Zo riep ze zowel president Joseph Estrada als diens opvolger president Gloria Macapagal-Arroyo, op om af te treden na diverse beschuldigingen van corruptie.

## Vroege levensloop en de opmaat naar haar politieke carrière

### Afkomst en vroege jeugd
Corazon Aquino werd geboren op 25 januari 1933 als Maria Corazon Cojuangco in het plaatsje Paniqui in de provincie Tarlac zo'n 60 kilometer ten noorden van Manilla. Ze was de zesde van in totaal acht kinderen van Demetria Sumulong en Jose Cojuangco. De Sumulongs waren een politiek actieve familie uit Tarlac. Haar grootvader Juan Sumulong was jarenlang senator en een politieke rivaal van de latere president Manuel Quezon. Ook de familie Cojuangco was invloedrijk. De overgrootvader van Corazon was afkomstig uit de provincie Fujian in China en had zich in 1836 met zijn familie in de Filipijnen gevestigd. Hij had in Paniqui in Tarlac een rijst- en een suikerverwerkingsfabriek laten bouwen en werd in de loop der tijd een invloedrijk man. Diens zonen kochten grote stukken grond en behoorden tot het welgestelde en invloedrijke deel van de Filipijnse bevolking. Ook Jose Cojuangco, de vader van Corazon was een invloedrijk man, als grootgrondbezitter, suikermagnaat, bankier en lid van het Filipijns Huis van Afgevaardigden namens de provincie Tarlac.
In 1933 verhuisde de familie naar een groot huis aan de Ango Street in Manilla om dichter in de buurt van de betere scholen te wonen. Corazon ging naar het St. Scholastica's College toe en was daar op een jaargang na elk jaar de beste van haar klas.

### Tweede Wereldoorlog

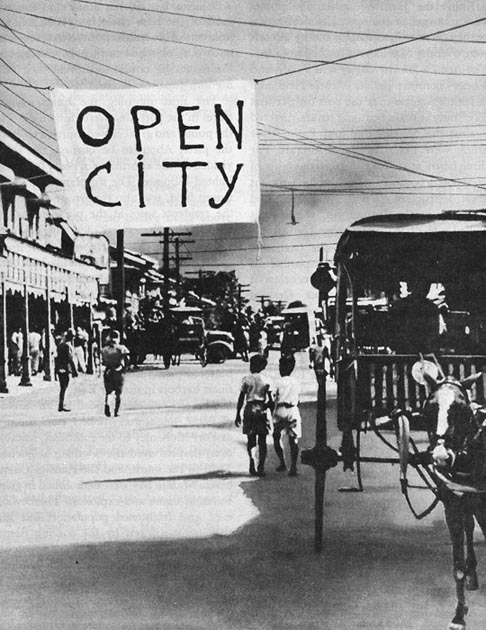
Manilla wordt tot open stad verklaard op 26 dec. 1942

In 1941 viel Japan kort na de aanval op Pearl Harbor ook de Filipijnen aan. Direct na de eerste bombardementen op 8 december 1941 vluchtte de familie Cojuangco naar Antipolo. Drie weken later werd Manilla door de Amerikaanse troepen opgegeven en tot open stad verklaard, waarna de familie weer terugkeerde naar hun huis. Voor de Cojuanco's veranderde er niet veel in die periode. De Japanners vormden met behulp van Filipijnse politici die met hen wilden collaboreren een nieuwe regering. José Laurel werd de nieuwe president en Benigno Aquino sr. werd de voorzitter van het Filipijnse parlement (Assemblee). Corazons vader Jose wilde geen zitting nemen in dit parlement en ondersteunde tijdens de oorlogsjaren de lokale bevolking en de guerrilla's. Vroeg in 1945 barstten de gevechten om de Filipijnen tussen de Japanners en de Amerikanen in alle hevigheid los. Hierbij werd het huis van de Cojuanco's in de as gelegd. Op 3 februari 1945 gaven de Japanners in de Filipijnen zich over aan de Amerikanen. José Laurel, Benigno Aquino en andere met de Japanners collaborerende Filipijnen werden gearresteerd en gevangengezet in kampen in Japan.

### Periode in Amerika
Ruim een jaar later, op 4 juli 1946 werden de Filipijnen onafhankelijk. Het land en de economie waren echter gehavend en de situatie was erg onveilig doordat er allerlei guerrillagroeperingen zoals de Hukbalahap actief waren. De Cojuanco's besloten daarop te verhuizen naar de Verenigde Staten. Een jaar lang woonde de familie in Philadelphia. Corazon ging er naar de Ravenhill Academy. Na dat jaar verhuisden haar ouders terug naar de Filipijnen. Corazon en haar zussen en broer gingen bij de zus van haar moeder in New York wonen. Daar volgde ze les aan de Notre Dame Convent School en het College of Mount Saint Vincent. Ze studeerde er Vrije Kunsten en behaalde haar Bachelor of Arts-diploma in 1953. Haar doel was op dat moment om wiskundelerares en tolk te worden.

### Huisvrouw
Na haar terugkeer in de Filipijnen kort daarna, studeerde ze een jaar lang rechten aan de Far Eastern University in Manilla. In 1955 trouwde ze met Benigno Aquino jr., die niet lang daarna, als 22-jarige, tot burgemeester van Concepcion gekozen werd. Samen zouden ze vijf kinderen krijgen: een zoon: Benigno III en vier dochters: Maria Elena Aquino, Maria Aurora Aquino, Victoria Eliza Aquino en de latere televisiepresentator Kris Aquino.
Hoewel Corazon, net als haar echtgenoot Benigno, lid was van de Liberal Party, was zij in die tijd huisvrouw en niet politiek actief. Benigno's politieke carrière verliep ondertussen voorspoedig. Na drie jaar vicegouverneur van de provincie Tarlac te zijn geweest, werd hij in 1961 gekozen als gouverneur van deze provincie. Bij de verkiezingen van 1967 volgde een uitverkiezing als senator. In al deze functies was hij de jongste die ooit gekozen was. Direct nadat de Filipijnen in september 1972 door president Ferdinand Marcos onder een staat van beleg waren geplaatst, werd Benigno Aquino, net als vele andere oppositieleden, gearresteerd en gevangengezet. De periode die volgde was voor Corazon een moeilijke tijd. Haar jongste dochter Kris was net geboren en de opvoeding van haar vijf kinderen kwam dus, nog meer dan voorheen, op haar terecht. Benigno werd ondertussen berecht door een militaire rechtbank en uiteindelijk ter dood veroordeeld. Hierop ging hij 40 dagen lang in hongerstaking tot het punt dat hij bijna bezweek en moest opgeven. Op 8 mei 1980 kreeg Benigno - na een tweetal hartaanvallen in maart - de mogelijkheid om samen met zijn gezin te vertrekken naar de Verenigde Staten, om daar een noodzakelijke bypassoperatie te ondergaan. Benigno herstelde snel na de operatie in een ziekenhuis in Dallas en het gezin leefde vervolgens drie jaar lang in zelf verkozen ballingschap in de buurt van Boston. In 1983 vond Aquino het, ondanks waarschuwingen dat zijn leven gevaar zou lopen, tijd geworden om terug te keren naar zijn thuisland. Door de verslechterde economie van de Filipijnen en de verslechtering van de gezondheidstoestand van Marcos dreigde volgens Aquino een burgeroorlog, met als mogelijke uitkomst een regering onder leiding van Imelda Marcos met militaire steun van de belangrijkste militaire steunpilaar van de president, generaal Fabian Ver. Op 21 augustus 1983 werd Benigno Aquino, zoals gevreesd, neergeschoten op het vliegveld van Manilla bij zijn terugkeer uit ballingschap. Het Internationale vliegveld heet tegenwoordig Ninoy Aquino International Airport als eerbetoon aan de echtgenoot van Corazon.

## Presidentsverkiezingen 1986 en de EDSA-revolutie
In 1984 begon een groep prominente oppositieleden op reguliere basis bijeen te komen. Het doel van deze groep die later bekend werd als de 'Convenors' was om voorbereid te zijn op het mogelijk overlijden van Ferdinand Marcos, die steeds meer problemen met zijn gezondheid kreeg. De leden van de groep realiseerden zich dat het belangrijk was om bij een mogelijke verkiezing met een gezamenlijke kandidaat te komen. Binnen de oppositie hadden diverse prominenten interesse om Marcos op te volgen. De belangrijkste daarvan was Salvador Laurel. Hij werd echter niet gezien als de meest geschikte kandidaat om de oppositie te verenigen, door zijn jarenlange collaboratie met Marcos.
Op 23 november 1985 kondigde president Ferdinand Marcos volledig onverwacht vroegtijdige presidentsverkiezingen aan voor februari 1986. Oorspronkelijk stonden de verkiezingen een jaar later gepland en het naar voren halen van de verkiezingen zou zijn gebeurd onder druk van de Amerikanen. Marcos hoopte bovendien te kunnen profiteren van de verdeeldheid binnen de oppositie, die nog steeds geen gezamenlijke kandidaat naar voren geschoven had. Er was echter twijfel over de kansen van Salvador Laurel om Marcos te verslaan en er kwam daarom tegelijkertijd een beweging om Corazon Aquino als presidentskandidaat naar voren te schuiven op gang. Onder leiding van zakenman Joaquin Roces werden in een week tijd een miljoen handtekeningen opgehaald om de kandidatuur van Aquino te ondersteunen. Corazon Aquino werd hierdoor overtuigd om zich kandidaat te stellen. Salvador Laurel, die zichzelf al naar voren had geschoven als presidentskandidaat, schikte zich daarop na bemiddeling door onder andere aartsbisschop Jaime Sin en na enige concessies in een rol als kandidaat voor het vicepresidentschap.
De verkiezingen op 7 februari 1986 werden ontsierd door geweld en berichten van fraude. Volgens COMELEC, de officiële instantie verantwoordelijk voor de verkiezingen in de Filipijnen, werden de verkiezingen gewonnen door de zittende president met 10.807.197 stemmen en werd Corazon Aquino tweede met 9.291.761 stemmen. De National Citizens' Movement for Free Elections (NAMFREL) kwam echter tot een andere conclusie. Deze instantie riep Aquino met 7.835.070 stemmen, tegen 7.053.068 stemmen voor Marcos, tot winnaar uit. De Filipijnse bisschoppenconferentie veroordeelde namens de invloedrijke Katholieke Kerk in de Filipijnen de uitslag van de verkiezingen en ook de Amerikaanse Senaat nam een resolutie aan met een dergelijke verklaring. Zowel Marcos als Aquino riepen zichzelf tot winnaar van de verkiezingen uit.
Op 22 februari verklaarden minister van defensie Juan Ponce Enrile en luitenant-generaal Fidel Ramos dat ze de zittende president niet langer konden steunen nadat hij volgens hen de verkiezingen had gestolen. Samen met enkele honderden soldaten barricadeerden ze zich in twee tegenover elkaar liggende militaire bolwerken langs de rondweg van Manilla, de EDSA. Marcos probeerde daarop het tij te keren door de opstandelingen gevangen te laten nemen. Hierop riep de invloedrijke kardinaal Jaime Sin burgers op om de opstandelingen te komen helpen. Enkele honderdduizenden mensen gaven gehoor aan de oproep en wierpen zich op als menselijk schild voor de omsingelde troepen van Ramos en Enrile. In een paar dagen tijd groeide de mensenmassa aan tot naar schatting 1 tot 2 miljoen mensen. Ferdinand Marcos durfde het met het oog op de aanwezige burgers niet aan om de aanval op de opstandelingen in te laten zetten en steeds meer legereenheden sloten zich aan bij de opstandelingen. In de ochtend van 25 februari werd Corazon Aquino in een eenvoudige inauguratieceremonie ingezworen als de nieuwe president van de Filipijnen. Niet veel later hield ook Ferdinand Marcos een dergelijke ceremonie. Aan het eind van die dag moest Marcos echter onder druk van de grote mensenmassa's, later ook wel aangeduid als de EDSA-revolutie, de Gele revolutie of de "People Power" revolutie, het groeiend aantal overlopers binnen het leger en de diplomatieke druk van de Verenigde Staten besluiten om samen met zijn gezin het land uit te vluchten.

## President van de Filipijnen

### De problemen die speelden
Na de euforie die in eerste instantie heerste vanwege de beëindiging van het regime van Ferdinand Marcos, stond Corazon Aquino met haar regering voor de zware taak om het land erbovenop te helpen. Enkele van de grote problemen die Aquino moest aanpakken waren de grootschalige armoede, de grote buitenlandse schuld van 28 miljard US$, communistische en islamistische afscheidingsbewegingen, een verwaarloosde infrastructuur, een tekort aan goede leraren en een verdeelde legermacht. Bij het oplossen van de vele problemen moest ze bovendien afrekenen met twee dieperliggende problemen. Filipino's vormen onderlinge familiebanden met de bedoeling hiervan sterker te worden. Dit uit zich politiek gezien in het feit dat mensen stemmen op een kandidaat waarvan ze dan later iets terugkrijgen, of dat ze stemmen op basis van een advies van een grootgrondbezitter, patroon of ander machtig persoon in de regio. Aquino zou het volk duidelijk moeten maken dat het landsbelang boven het regionale belang of het eigen belang gaat. Het tweede probleem dat als een rode draad door de geschiedenis van het land heen loopt en toen dus ook speelde was dat de welvaart nogal ongelijk verdeeld is. De kleine rijke klasse had bovendien alle belangrijke posities en macht in handen en zou dus niet snel geneigd zijn om concessies te doen ten faveure van het veel grotere arme deel van de bevolking.

### Enkele omstreden beslissingen en maatregelen
Haar onervarenheid en de plotselinge overgang van de oppositie naar de macht maakten het voor haar en haar adviseurs extra moeilijk. Enkele beslissingen die de regering-Aquino in deze beginperiode maakten bleken desastreus of waren erg omstreden. Zo werd het als zeer corrupt beschouwde ministerie van Energie ontbonden en werd de door Ferdinand Marcos gebouwde kerncentrale op Bataan niet in bedrijf gesteld. Deze maatregelen zorgden er echter voor dat de Filipijnen enkele jaren later in ernstige problemen kwam op het gebied van energievoorziening, wat de economische vooruitgang van het land weer ernstig ondermijnde. Een andere maatregel die Aquino vrij kort na de machtsovername nam was het vrijlaten van enkele honderden politieke gevangenen. De bekendste hiervan waren Jose Maria Sison, de leider van de communistische partij van de Filipijnen en Bernabe Buscayno, de oprichter van de gewapende tak van de communistische partij, New People's Army. Deze maatregel werd in het buitenland goed ontvangen, maar viel in de Filipijnen niet bij iedereen in goede aarde. Vooral binnen het leger wekte de maatregel woede op. Ook begon de regering, onder leiding van minister Pimentel, met het benoemen van nieuwe regionale bestuurders, zoals provinciale gouverneurs en burgemeesters, die de nieuwe regering beter gezind waren. Daarnaast werden diverse generaals en andere hoge functionarissen binnen het Filipijnse leger die loyaal aan Marcos waren vervangen. Ook deze benoemingen lokten in het land kritiek uit van tegenstanders. De regering-Aquino werd verweten precies hetzelfde te werk te gaan als Marcos en vertrouwelingen op belangrijke posities te benoemen. Verder was er kritiek op het feit dat de bestuurders werden benoemd en niet, zoals wettelijk was vastgelegd, werden gekozen door het volk.

### Een nieuwe grondwet
De regering-Aquino was aan de slag gegaan door de bestaande Filipijnse Grondwet uit 1973 grondig aan te passen. Teneinde haar positie te verstevigen wilde ze echter deze zogenaamde Freedom Constitution binnen een jaar vervangen hebben door een nieuwe, door de bevolking geratificeerde, grondwet. Er werd een commissie aangesteld, met leden die een afspiegeling vormden van haar coalitie, met als doel om snel een nieuwe permanente grondwet te ontwerpen. De commissie moest bij ontwerpen van de nieuwe grondwet enkele belangrijke beslissingen nemen. Zo werd er met een stem verschil besloten dat de Filipijnen een presidentiële in plaats van een parlementaire republiek zou moeten worden. Verder werden er besluiten genomen over de manier waarop het Filipijnse volk zijn vertegenwoordigers zou kunnen kiezen, de autonomie van lokale overheden, landhervormingen en de mate openheid van de economie voor buitenlandse participatie. In de nieuwe grondwet was tevens opgenomen dat de macht van de president werd ingeperkt ten opzichte van de macht die president Marcos zich in de loop der tijd had toegeëigend. De mogelijkheden om een staat van beleg uit roepen werd aan banden gelegd. Zo zou een dergelijke situatie voortaan nog maximaal 60 dagen mogen duren. Het Filipijns Congres kreeg bovendien de mogelijkheid om de maatregel ongedaan te maken en tevens zou iedere burger de mogelijkheid krijgen om de maatregel te laten toetsen door het Filipijnse hooggerechtshof. Omdat er haast was bij het ontwerpen van de grondwet, werd er gekozen voor een simpele basis, waarbij de details door latere wetgeving zou worden vastgelegd. De nieuwe grondwet werd op 7 februari 1987 geratificeerd en is tegenwoordig nog steeds de geldende grondwet van de Filipijnen. Er volgden kort daarop bovendien verkiezingen voor het Filipijns Congres en voor lokale overheidsposten. Hierdoor kreeg de regering-Aquino langzamerhand een meer democratische basis.

### Couppogingen
Aquino kreeg internationaal veel waardering voor haar inzet voor de democratie. In 1986 werd ze bijvoorbeeld door Time Magazine gekozen als "vrouw van het jaar". In de Filipijnen had ze echter te maken met tegenstand van een nog altijd grote groep Marcos-loyalisten. Daarnaast zorgden enkele maatregelen die de regering-Aquino in haar beginperiode nam, zoals de vrijlating van enkele communistische leiders, ervoor dat de aanvankelijk eenheid onder de oppositie ten tijde van de EDSA-revolutie al gauw weer verdwenen was. Aquino kreeg te maken met meerdere couppogingen door militairen en opstanden door communisten. Haar gehele regeerperiode werd bovendien beheerst door voortdurende geruchten over couppogingen.

#### Arturo Tolentino
Op 6 juli 1986, kort na haar aantreden, kreeg Aquino te maken met de eerste poging tot het ondermijnen van haar gezag. Tijdens een bezoek van Aquino en Fidel Ramos aan Cagayan de Oro op het zuidelijk gelegen eiland Mindanao checkten Arturo Tolentino en enkele aanhangers in in Manila Hotel, gevestigd in een monumentaal gebouw vlak bij Rizal Park. In dat park had zich die zondag, net als de meeste zondagen sinds de val van Marcos, een grote groep Marcos-aanhangers verzameld heeft om te protesteren tegen de regering. Om 16:00 uur nam een groep gewapende soldaten het hotel in bezit. Een uur later las Tolentino een brief van Ferdinand Marcos voor waarin verklaard werd dat Tolentino de enige wettige president kon zijn in afwezigheid van Marcos. Daarnaast werd de vorming van een nieuwe regering aangekondigd waarin Enrile de Eerste minister moeten worden en Ramos minister van Defensie zou blijven.
Aquino verklaarde vanuit het zuiden dat aan de actie van Tolentino niet te veel aandacht geschonken diende te worden en ondernam verder niets. De rest van het leger bleef Aquino trouw of sloot zich in ieder geval niet aan bij de coupplegers. Versterkingen en bevoorradingen werden onderschept. Na terugkeer van Aquino in Manilla werd in een spoedberaad, op advies van Enrile, bepaald dat er een ultimatum gesteld zou worden aan Tolentino en zijn aanhangers. Zwaar militair ingrijpen werd voorlopig uitgesloten gezien het feit dat er in het hotel ook veel buitenlandse journalisten verbleven. Na onderhandelingen bond Tolentino in en verklaarde dat hij er slechts op uit was geweest om zo vroeg mogelijk nieuwe verkiezingen uitgeschreven te krijgen. De soldaten en officieren die betrokken waren bij de opstand worden niet bestraft en Tolentino en zijn aanhangers werden uiteindelijk ook niet vervolgd. Dit versterkte echter bij de tegenstanders van Aquino het beeld dat ze hadden van een besluiteloze en zwakke regering.

#### Gegorio Honasan
Meer serieuze pogingen volgden in 1987 en in 1989. Beide militaire coups werden geleid door kolonel Gregorio Honasan, een van de officieren die een grote rol speelde bij het omverwerpen van het regime van Marcos. Vooral de couppoging van december 1989 was een zeer serieuze bedreiging voor de regering-Aquino. Zo'n 3000 man, waaronder elitetroepen van het Filipijnse leger, bezetten met geweld strategische posities in de stad, waaronder enkele militaire bases en Fort Bonafacio. Daarnaast werd met een in beslag genomen vliegtuig een bombardement uitgevoerd op het Malacañang Palace. Aquino bleef ongedeerd, maar in totaal kwamen bij de gevechten 100 mensen om het leven. De president zag zich genoodzaakt de hulp van de Amerikaanse luchtmacht in te roepen waarna de rust in de stad weerkeerde en de coupplegers het opgaven. Hoewel ze de couppoging overleefd had, bleken de politieke gevolgen groot. De vicepresident viel haar nu openlijk af en riep haar op af te treden. Daarnaast zag men het inroepen van de steun van de Verenigde Staten als een teken van onmacht. De gevolgen voor de economie van deze coup waren ook groot. Buitenlandse investeerders waren door het geweld afgeschrikt en ook de toerismesector werd zwaar getroffen.

### De Amerikaanse bases
Een onderwerp dat de Filipijnse bevolking scherp verdeelde in de regeringsjaren van Aquino was de kwestie van de Amerikaanse militaire bases. Het verdrag dat de Filipijnen met de Amerikanen hadden gesloten zou in 1991 aflopen en veel nationalistische en linkse Filipino's wilden absoluut geen verlenging van deze overeenkomst, omdat ze de Amerikaanse aanwezigheid zagen als een aantasting van de Filipijnse soevereiniteit. Een verlenging van het verdrag zou de Filipijnen echter veel economische steun kunnen opleveren. Daarnaast waren veel Filipino's rondom de bases in de steden zoals Angeles en Olongapo City in economisch opzicht bijzonder afhankelijk van de aanwezigheid ervan en zou het stopzetten van het verdrag ook gevolgen hebben voor de relatie tussen de Filipijnen en de Verenigde Staten en de houding van de Amerikanen bij een mogelijk militaire aanval op de Filipijnen. De Amerikaanse regering was er ook op gebrand om de strategisch belangrijke bases te behouden, waarvan Clark Air Base en Subic Bay Naval Base de grootste waren, niet kwijt. De regering-Aquino sloot uiteindelijk in 1991 een verdrag met de Verenigde Staten waarin de Amerikanen nog 10 jaar lang gebruik mochten maken van de bases, met een mogelijkheid voor nog tien jaar verlenging. De Filipijnse Senaat stemde echter met 12-11 tegen het verdrag. Nauwelijks een jaar later, en enigszins versneld door de uitbarsting van Pinatubo, werd de laatste Amerikaanse basis overgedragen aan de Filipijnen

### Natuurrampen

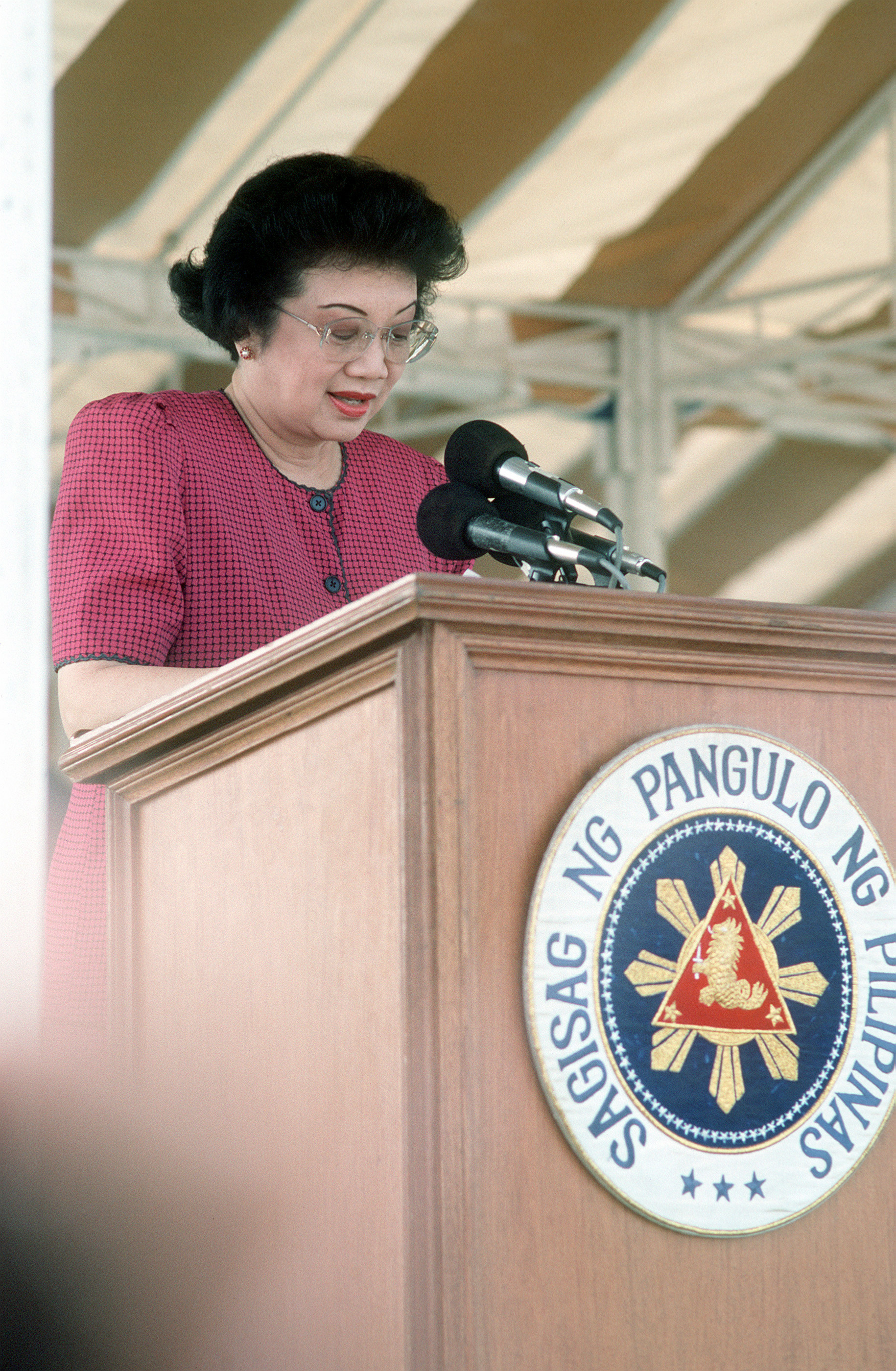
Corazon Aquino bij een toespraak in 1992

Tijdens de laatste twee jaar van het presidentschap van Aquino werden de Filipijnen getroffen door een serie grote natuurrampen. Bij de aardbeving op Luzon in 1990 kwamen ongeveer 1600 mensen om het leven. De meeste doden vielen daarbij in de stad Baguio. In 1991 barstte de vulkaan Pinatubo onverwacht uit. Bij de uitbarsting, die wordt gezien als een van de zwaarste vulkaanuitbarstingen van de 20e eeuw, kwamen ongeveer 300 mensen om het leven en werd veel vruchtbare landbouwgrond in Centraal-Luzon langdurig ongeschikt voor bebouwing. De dodelijkste ramp was echter de tropische storm Thelma (ook wel bekend als tyfoon Uring) in november 1991. Deze tropische storm veroorzaakte grootschalige overstromingen in Ormoc City en maakte ongeveer 6000 slachtoffers. Het is daarmee de dodelijkste storm of tyfoon uit de geschiedenis van de Filipijnen.

### Lage populariteit en het einde
Begin 1991 bleek uit peilingen dat de populariteit van Aquino nog nooit zo laag geweest was. De bevolking verweet haar dat ze de beloften die ze gedaan had, zoals het verminderen van de armoede, het uitbannen van corruptie en het meer democratisch maken van de Filipijnse samenleving, niet was nagekomen. Corazon Aquino besloot zich na afloop van haar termijn niet meer herkiesbaar te stellen. Hoewel ze in eerste instantie Ramon Mitra jr., voorzitter van het Huis van Afgevaardigden en voormalig minister van landbouw, wilde steunen in de strijd om haar opvolging gaf ze uiteindelijk haar steun aan haar minister van Defensie Fidel Ramos. Niet iedereen in het overwegend katholieke land was blij met deze keuze voor de protestante Ramos. Ramos zou de verkiezingen van 1992, met 23,56% van de stemmen en een kleine marge op zijn concurrenten, echter wel winnen.

## Periode na het presidentschap

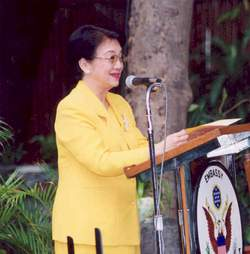
Aquino in 2003

Hoewel Corazon Aquino zich na haar presidentschap terugtrok uit het publieke leven, bleef ze nog erg betrokken bij de politiek in de Filipijnen. Bij de verkiezingen van 1998 steunde ze de burgemeester van Manilla bij zijn gooi naar het presidentschap. Alfredo Lim kwam echter niet verder dan de vijfde plaats in verkiezingen die ruimschoots gewonnen werden door de populaire acteur en senator Joseph Estrada. Drie jaar later speelde Aquino een belangrijke rol tijdens de tweede EDSA-revolutie. Vier dagen met vreedzame demonstraties leidden er toen toe dat Estrada werd opgevolgd door Gloria Macapagal-Arroyo, de tweede vrouwelijke president van de Filipijnen. In 2005 en 2006 uitte ze openlijk kritiek op Macapagal-Arroyo. In 2005 beschuldigde ze haar ervan dat ze de verkiezingen van 2004 door fraude zou hebben beïnvloed en riep ze Arroyo op om af te treden. Een jaar later deed ze mee aan een demonstratie op de EDSA tegen de president naar aanleiding van de arrestatie van een aantal militairen die volgens de regering van Macapagal-Arroyo van plan waren geweest een coup te plegen. In 2007 zette ze zich in voor de verkiezingscampagne van haar zoon Benigno III, die tijdens de verkiezingen van 2007 met succes een Senaatszetel probeerde te bemachtigen. Ook was ze op de achtergrond betrokken bij projecten met betrekking tot microkrediet voor beginnende ondernemers en met sociale zekerheid en beurzen via de Benigno Aquino Memorial Foundation en de EDSA People Power Commission waarin ze een rol speelde. Ook begin 2008 liet ze van zich horen door een grote mis te organiseren ter morele ondersteuning van Jun Lozada, kroongetuige in de corruptiezaak rond de aanbesteding van de aanleg van een nationaal breedband netwerk. Op 26 februari riep ze in een speech voor invloedrijke Filipijnse managers Arroyo opnieuw op om af te treden naar aanleiding van deze corruptiezaak.
Op 24 maart 2008 maakte de jongste dochter Kris Aquino bekend dat bij haar moeder darmkanker was geconstateerd. De ziekte werd ontdekt toen Aquino zich liet onderzoeken nadat ze zich tijdens de paasdagen niet goed gevoeld had. Aquino onderging daarop chemotherapie, en liet op 13 mei 2008 weten dat bloedmonsters hadden aangetoond dat haar lichaam goed reageerde op de behandeling. In mei 2009 werd Aquino echter opnieuw behandeld voor de ziekte. Op 4 mei onderging ze een darmoperatie, waarbij een tumor uit de darmen verwijderd werd. Na herstel van de operatie zou ze bovendien nog chemotherapie en bestralingen moeten ondergaan. Op 23 juni werd ze wegens ondervoeding en gebrek aan eetlust opnieuw in het ziekenhuis opgenomen. De maand erna werden zeer regelmatig missen georganiseerd waarin ook veel prominente Filipino's baden voor haar herstel. Halverwege juli werd echter duidelijk dat haar toestand verslechterde. Op 1 augustus (lokale tijd) werd bekendgemaakt dat Aquino diezelfde ochtend in het Makati Medical Center overleden was.

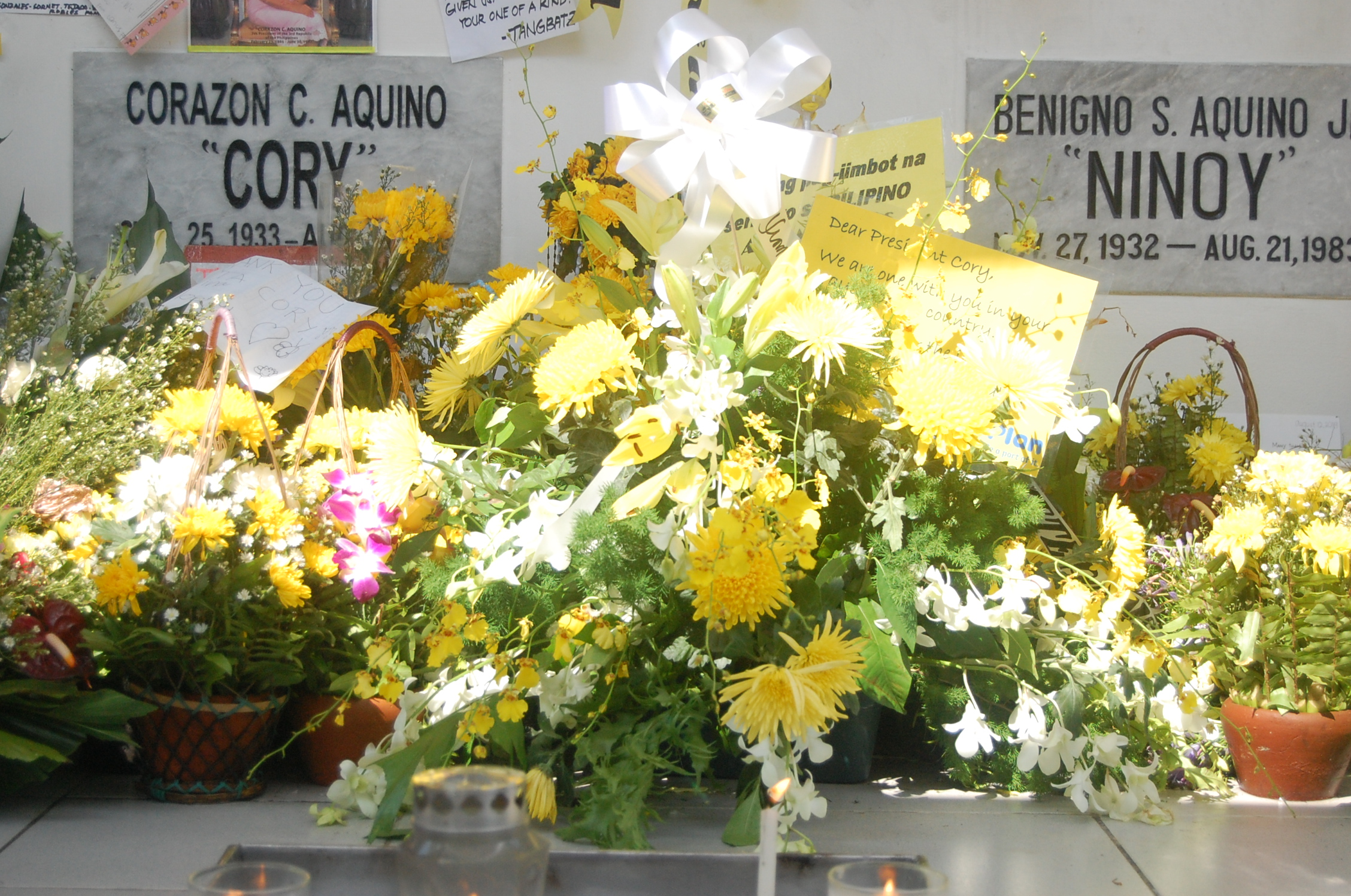
Het graf van Aquino en haar man

De Filipijnse president Gloria Macapagal-Arroyo brak haar bezoek aan de Verenigde Staten voortijdig af. Ze kondigde naar aanleiding van haar dood tien dagen van nationale rouw aan en bood de familie Aquino een staatsbegrafenis aan. Dit aanbod werd door de familie afgeslagen. Aquino werd woensdag 5 augustus naast haar man begraven. Van maandag 3 augustus tot de begrafenis werd de dodenwake voor Aquino in de kathedraal van Manilla gehouden. Dit voorrecht is normaal gesproken slechts voorbehouden aan de aartsbisschop van Manilla en de laatste dodenwake die er werd gehouden was die van kardinaal Jaime Sin, een van de andere hoofdrolspelers van de EDSA-revolutie.
Veel wereldleiders gaven een reactie op haar dood. De Amerikaanse president Barack Obama liet weten dat Aquino "een cruciale rol in de Filipijnse geschiedenis speelde, die het land door middel van haar geweldloze People Power-revolutie 20 jaar geleden democratie bracht". Ook verklaarde hij dat "haar moed, doorzettingsvermogen en morele leiderschap een inspiratie voor ons allen zijn en als voorbeeld dienen voor het beste van de Filipijnse natie te bieden heeft" Paus Benedictus XVI haalde Aquino aan als een "vrouw met een diep en niet aflatend geloof" en roemde haar "moedige toewijding aan de vrijheid van het Filipijnse volk en haar ferme afwijzing van geweld en intolerantie"

## Onderscheidingen
- 1986 Eleanor Roosevelt Human Rights Award
- 1986 International Democracy Award from the International Association of Political Consultants
- 1987 Persoon van het jaar 1986, Time Magazine
- 1987 Martin Luther King Jr. Nonviolent Peace Prize
- 1987 Silver Medal, Verenigde Naties
- 1987 Liberal International Prize for Freedom, Liberal International
- 1990 Noel Award for Political Leadership, United Nations Development Fund for Women
- 1993 Special Peace Prize, Aurora Aragon Quezon Peace Awards Foundation and Concerned Women of the Philippines
- 1995 Path to Peace Award
- 1996 Fulbright Award for International Understanding, U.S. Department of State
- 1998 Ramon Magsaysay Award
- 1998 Pearl S. Buck Award
- 1999 Een van "20 Meest invloedrijke Aziaten van de 20e eeuw", Time Magazine
- 2001 World Citizenship Award
- 2005 David Rockefeller Bridging Leadership Awards
- 2005 Een van de World's Elite Women Who Make a Difference, International Women's Forum Hall of Fame
- 2006 Een van 65 "Aziatische helden", Time Magazine
- 2008 Een van de 15 "Kampioenen van de werelddemocratie", A Different View
- EWC Asia Pacific Community Building Award
- Women's International Center International Leadership Living Legacy Award

Aquino ontving vele eredoctoraten. Hieronder een volledige lijst van de aan haar toegekende eredoctoraten:
- College of Mount Saint Vincent, New York, Verenigde Staten, 19 mei 1984
- Stonehill College, Massachusetts, Verenigde Staten, 20 mei 1984
- Ateneo de Manila University, Quezon City, Filipijnen, 1986
- Xavier University, Cagayan de Oro, Filipijnen, 1986
- University of the Philippines, Quezon City, Filipijnen, juni 1986
- Boston University, Massachusetts, Verenigde Staten, september 1986
- Fordham University, New York, Verenigde Staten, september 1986
- Waseda University, Tokio, Japan, november 1986
- Far Eastern University, Manilla, Filipijnen, februari 1987
- University of Santo Tomas, Manilla, Filipijnen, februari 1987
- University of Hongkong, Hongkong, maart 1993
- Katholieke Universiteit Fu Jen, Taiwan, juni 1993
- Angeles University, Pampanga, Filipijnen, maart 1994
- Universita del Sacro Cuore, Milaan, Italië, november 1995
- Pamantasan ng Lungsod ng Maynila, Manilla, Filipijnen, juni 1994
- University of Oregon, Eugene, Verenigde Staten, juni 1995
- Hannam University, Taejon, Zuid-Korea, februari 1998
- University of Santo Thomas, Houston, Verenigde Staten, 29 mei 1999
- Hanyang University, Seoel, Zuid-Korea, juni 1999
- Ateneo de Naga University, Naga, Filipijnen, 23 augustus 2000
- Doshisha University, Kyoto, Japan, 28 februari 2001
- San Beda College, Mendiola, Manilla, Filipijnen, 12 september 2001